# 高麗道人
高麗道人（こうらいどうじん、生没年不詳）は、中国梁の慧皎が撰した『高僧伝』に登場する僧。

## 考証
高句麗の小獣林王2年（372年）、前秦の苻堅が使節とともに僧・順道を遣し、仏像、経文を齎し、その2年後に阿道が来て、翌年に省門寺、伊弗蘭寺が創建されたことを以って高句麗仏教の最初とするが、『高僧伝』巻四・竺道潜（法深）伝に、支遁が高麗道人に与えた「与高麗道人書」が引かれており、東晋の僧・竺道潜の高徳を讃えている。支遁は、太和元年（366年）に死亡しているため、支遁が高麗道人に「与高麗道人書」を与えた時期はそれ以前となることから、順道が高句麗に来たとされる小獣林王二年より6年以前であり、順道・阿道の高句麗教化以前の高句麗と中国仏教との接触を示す、とする主張がある。
『海東高僧伝』は、高麗道人について「釈亡名」の一科を立てているが、人や事蹟は不詳である。『海東高僧伝』は、支遁は中国で重んぜられその交友は宏材・巨擘の名士であり、況んや外国の士であればその名は亡んでも勝れた人でなければどうしてこのような（支遁が亡名の高麗道人に与えた）書が有ろうか、と高麗道人を讃えている。
『三国遺事』巻三興法篇は、『海東高僧伝』「釈亡名」を「（順）道公之次。亦有法深義淵曇嚴之流。相繼而興教。𤋦古傳無文。今亦不敢編次。詳見僧傳」としており、『三国遺事』を撰した一然は、「亡名」の高麗道人を中国東晋の僧・法深（竺道潜）に比定している。